# 兵庫チャンピオンシップ
兵庫チャンピオンシップ（ひょうごチャンピオンシップ）は、兵庫県競馬組合が園田競馬場のダート1400mで施行する地方競馬の重賞競走（ダートグレード競走、JpnII）である。正式名称は「農林水産大臣賞典 兵庫チャンピオンシップ」。

## 概要
1999年に兵庫県競馬でサラブレッド系競走馬を導入したのに伴い、2000年に4歳（現3歳）限定の定量の中央・地方全国指定交流の重賞（統一GIII）競走、兵庫チャンピオンシップとして創設、2004年にはダート競走格付け委員会によりGII（統一GII）に格付けされた。第1回以来、一貫して園田競馬場のダート1870mで施行されていたが、2024年からダート1400mに短縮されている。また、兵庫県競馬では園田金盃と並んで最も1着賞金が高い競走であり、兵庫大賞典と前後する日程を組まれる形で創設当初からゴールデンウィークに施行している。2004年・2005年はかきつばた記念・かしわ記念と共にゴールデンドリームシリーズを構成していた。
2016年と2017年は農林水産大臣賞がつかず「兵庫チャンピオンシップ」の名称で行われた。
創設時から2023年までは6月のユニコーンステークスや兵庫ダービー、7月のジャパンダートダービー（JDD）などを見据える中央・地方の3歳のダートの有力・中堅クラスの競走馬が出走していた。本競走よりも高賞金の独自の3歳春季重賞体系を構築している南関東四場からの出走は少ないが、中央競馬では最初の3歳（旧4歳）限定ダートグレード競走であるユニコーンステークスが6月初頭の施行である為、日本中央競馬会（JRA）の3歳（旧4歳）のダートの有力馬が出走してくる傾向がある。また、ジャパンダートダービーを目標に、ユニコーンステークスでは確かめきれない地方競馬特有の深いダートへの適性を確かめるべく出走してくるJRA所属馬もいる。他にもJRA勢にとっては、本競走の1着・2着賞金の加算によって東京優駿（日本ダービー）の賞金順による出走枠確保の可能性が高まることや日程的な都合、芝路線のトライアル競走と比べれば相手関係が手薄になることも多いことなどから、芝・ダートを問わないタイプの馬にとっては日本ダービーへの最終ステップレースとしての意味合いを持つこともある（2009年ゴールデンチケットや2014年エキマエ、2018年テーオーエナジーは本競走を勝って日本ダービーへ出走した他、2021年リプレーザも勝利後は日本ダービー出走を視野に入れていたが、馬主との協議の結果ダービーには出走せず放牧された）。この様な状況ゆえ、JRAからは芝・ダートの両路線から強力な馬が出走してくることが多い。地元兵庫競馬勢は2001年ロードバクシン（1着→本競走含めた兵庫三冠を達成）、2011年のホクセツサンデー（2着）、2019年のバンローズキングス（3着→本競走をステップに兵庫ダービー優勝）など健闘する年も少なくないが、地元から優勝馬を出したのはロードバクシンの2001年が最初で最後となっている。
尤も、本競走の勝ち馬は古馬になってから活躍する馬の方が多く、本競走をステップレースにJDDへ出走した馬がJDDを勝利する例はさほど多くない。古馬戦線でG1級競走を勝利する実績を残した馬にコパノリッキーやケイティブレイブ、後のJDD勝ち馬にはクリソベリルらがいる。
また2023年まで兵庫ダービー（2005年までは「園田ダービー」）、菊水賞と共に兵庫三冠競走を構成していた。2005年までは本競走は第2戦に位置付けされていたが、2006年は施行順序が兵庫ダービーと入れ替わり第1戦に、2007年以降は菊水賞の時期を繰り上げ初戦に回し、それに続く第2戦に位置付けられていた。いずれの順序にせよ、本競走を含んでいた時代の兵庫三冠はアメリカンスタイルの短期集中開催であり、「ダービー目標」を錦の御旗に掲げて中央馬が大挙する本競走に菊水賞馬が出走しない事例が多かった。ただし本競走で好走した馬が兵庫ダービーで菊水賞勝ち馬を逆転して勝利する例もあり、2019年3着のバンローズキングスは無敗の菊水賞馬ジンギ（本競走に登録せず、菊水賞からダービーに直行）を兵庫ダービーで破っている。
中距離戦線を戦うダート馬にとっての登竜門として機能してきた一方で、長らく中央・地方共にダート短距離を主戦場とする3歳馬にとって、クラシックシーズンに目標とするレースが存在していないという体系上の欠点が存在した。そこで、2024年（3歳世代）から羽田盃・東京ダービーのJRA所属馬への門戸開放等の3歳馬ダート競走の体系の見直しを行う一方、本競走は1400mに短縮して2・3歳短距離路線の頂点に位置づけられ賞金額が増額となり、さらに2021年生産世代以後の2歳秋（2023年秋以後）から3歳春（2024年春以後）に「ネクストスター」を冠する高額賞金条件の重賞級認定競走を全国の地方競馬主催者・ブロックごとを新設するなど同路線の整備が行われた。一方、この距離短縮により本競走は兵庫三冠に含まれなくなり、同年からは秋に開催されている園田オータムトロフィーを組み込んで新たな三冠を形成した。
ネクストスター競走のうち3歳春シーズンに全国4ブロックで施行される4競走で優勝した馬は、本競走の優先出走権を付与される。この4競走とともに「3歳スプリントシリーズ」の対象競走に指定され、本競走はその最終戦となった。
負担重量は定量で2022年までは56kgであったが、2023年から57kgとなった（それぞれ牝馬は2kg減）。

### 条件・賞金（2025年）
出走条件
サラブレッド系3歳、中央所属の出走枠は5頭。
- ネクストスター北日本、ネクストスター東日本、ネクストスター中日本、ネクストスター西日本それぞれの優勝馬に優先出走権がある。

負担重量
定量で、牡・騸57kg、牝馬55kg。
賞金等
賞金額は1着5000万円、2着2000万円、3着1250万円、4着750万円、5着500万円。
副賞
農林水産大臣賞、日本中央競馬会理事長賞、日本馬主協会連合会長奨励賞、（一社）日本地方競馬馬主振興協会会長賞、地方競馬全国協会理事長賞、関西スポーツ5社賞、（一社）兵庫県馬主協会会長賞、NAR生産牧場賞、兵庫県競馬組合管理者賞。

### 過去の賞金額
| 回数             | 総額賞金 （万円） | 1着賞金 （万円） | 2着賞金 （万円） | 3着賞金 （万円） | 4着賞金 （万円） | 5着賞金 （万円） |
| ---------------- | ----------------- | ---------------- | ---------------- | ---------------- | ---------------- | ---------------- |
| 第1回（2000年）  | 5,950             | 3,500            | 1,225            | 630              | 350              | 245              |
| 第2回（2001年）  | 5,950             | 3,500            | 1,225            | 630              | 350              | 245              |
| 第3回（2002年）  | 5,950             | 3,500            | 1,225            | 630              | 350              | 245              |
| 第4回（2003年）  | 5,950             | 3,500            | 1,225            | 630              | 350              | 245              |
| 第5回（2004年）  | 5,440             | 3,200            | 1,120            | 576              | 320              | 224              |
| 第6回（2005年）  | 5,100             | 3,000            | 1,050            | 540              | 300              | 210              |
| 第7回（2006年）  | 5,100             | 3,000            | 1,050            | 540              | 300              | 210              |
| 第8回（2007年）  | 5,100             | 3,000            | 1,050            | 540              | 300              | 210              |
| 第9回（2008年）  | 5,100             | 3,000            | 1,050            | 540              | 300              | 210              |
| 第10回（2009年） | 4,760             | 2,800            | 896              | 504              | 336              | 224              |
| 第11回（2010年） | 4,760             | 2,800            | 896              | 504              | 336              | 224              |
| 第12回（2011年） | 4,200             | 2,800            | 700              | 336              | 224              | 140              |
| 第13回（2012年） | 4,200             | 2,800            | 700              | 336              | 224              | 140              |
| 第14回（2013年） | 4,200             | 2,800            | 700              | 336              | 224              | 140              |
| 第15回（2014年） | 4,200             | 2,800            | 700              | 336              | 224              | 140              |
| 第16回（2015年） | 4,200             | 2,800            | 700              | 336              | 224              | 140              |
| 第17回（2016年） | 4,200             | 2,800            | 672              | 336              | 224              | 168              |
| 第18回（2017年） | 4,200             | 2,800            | 672              | 336              | 224              | 168              |
| 第19回（2018年） | 4,480             | 2,800            | 784              | 392              | 280              | 224              |
| 第20回（2019年） | 4,800             | 3,000            | 840              | 420              | 300              | 240              |
| 第21回（2020年） | 4,800             | 3,000            | 840              | 420              | 300              | 240              |
| 第22回（2021年） | 6,650             | 3,500            | 1,400            | 875              | 525              | 350              |
| 第23回（2022年） | 6,650             | 3,500            | 1,400            | 875              | 525              | 350              |
| 第24回（2023年） | 6,650             | 3,500            | 1,400            | 875              | 525              | 350              |
| 第25回（2024年） | 7,600             | 4,000            | 1,600            | 1,000            | 600              | 400              |

## 歴史
- 2000年 - 園田競馬場のダート1870mの4歳（現3歳）限定の定量の中央・地方全国指定交流の重賞（統一GIII）競走、兵庫チャンピオンシップとして創設。
- 2001年 - 馬齢表示の国際基準への変更に伴い、出走資格が「4歳」から「3歳」に変更。
- 2004年
  - ダート競走格付け委員会によりGII（統一GII）に格付け。
  - 総額本賞金を減額。
- 2005年 - 総額本賞金を減額。
- 2007年 - 国際セリ名簿基準委員会（ICSC）の勧告により、格付けをJpnIIに変更。
- 2009年 - JRA所属馬の出走枠が4頭から5頭に、兵庫所属馬の出走枠が4頭から3頭にそれぞれ変更。
- 2016年 - 農林水産大臣賞がつかなくなりレース名が「兵庫チャンピオンシップ」となる。
- 2018年 - 再び農林水産大臣賞がつき、レース名が「農林水産大臣賞典 兵庫チャンピオンシップ」に戻る。
- 2020年 - 新型コロナウイルス感染症（COVID-19）の流行及び改正・新型インフルエンザ等対策特別措置法32条に基づいて日本国政府から発令された新型コロナウイルス緊急事態宣言により、客を入れない「無観客競馬」として開催（2021年も同様）。
- 2024年
  - 距離を1400mに短縮の上、2・3歳短距離路線のチャンピオン決定戦の位置付けとなる（前述）。
  - 「3歳スプリントシリーズ」の対象競走に指定される。
- 2025年 - 1着賞金が5,000万円に増額。これによりJpnI競走の羽田盃と1着賞金が同額となる。

### 歴代優勝馬
馬齢は2000年も現表記を用いる。
コース種別を記載していない距離は、ダートコースを表す。
| 回数   | 施行日        | 競馬場 | 距離  | 優勝馬             | 性齢 | 所属 | タイム | 優勝騎手   | 管理調教師 | 馬主                     |
| ------ | ------------- | ------ | ----- | ------------------ | ---- | ---- | ------ | ---------- | ---------- | ------------------------ |
| 第1回  | 2000年5月3日  | 園田   | 1870m | ミツアキサイレンス | 牡3  | 笠松 | 2:00.7 | 川原正一   | 粟津豊彦   | 山本光明                 |
| 第2回  | 2001年5月2日  | 園田   | 1870m | ロードバクシン     | 牡3  | 兵庫 | 1:59.5 | 小牧太     | 曾和直榮   | 中村和夫                 |
| 第3回  | 2002年5月1日  | 園田   | 1870m | インタータイヨウ   | 牡3  | JRA  | 1:57.5 | 秋山真一郎 | 野村彰彦   | 松岡留枝                 |
| 第4回  | 2003年4月30日 | 園田   | 1870m | ビッグウルフ       | 牡3  | JRA  | 1:58.9 | 武豊       | 中尾正     | （有）ビッグ             |
| 第5回  | 2004年5月4日  | 園田   | 1870m | メイショウムネノリ | 牡3  | JRA  | 1:57.3 | 蛯名正義   | 小島太     | 松本好雄                 |
| 第6回  | 2005年5月4日  | 園田   | 1870m | ドンクール         | 牡3  | JRA  | 2:01.7 | 熊沢重文   | 梅内忍     | 山田貢一                 |
| 第7回  | 2006年5月4日  | 園田   | 1870m | グレイスティアラ   | 牝3  | JRA  | 2:01.2 | 田中勝春   | 手塚貴久   | （有）下河辺牧場         |
| 第8回  | 2007年5月4日  | 園田   | 1870m | フェラーリピサ     | 牡3  | JRA  | 2:02.9 | 岩田康誠   | 白井寿昭   | 市川義美                 |
| 第9回  | 2008年4月29日 | 園田   | 1870m | ナンヨーリバー     | 牡3  | JRA  | 2:02.1 | 武豊       | 池上昌弘   | 中村徳也                 |
| 第10回 | 2009年5月6日  | 園田   | 1870m | ゴールデンチケット | 牡3  | JRA  | 1:59.0 | 武豊       | 森秀行     | （有）社台レースホース   |
| 第11回 | 2010年5月4日  | 園田   | 1870m | バーディバーディ   | 牡3  | JRA  | 1:59.6 | 松岡正海   | 池江泰郎   | 里見美惠子               |
| 第12回 | 2011年5月4日  | 園田   | 1870m | エーシンブラン     | 牡3  | JRA  | 2:00.9 | 岩田康誠   | 坂口正則   | （株）栄進堂             |
| 第13回 | 2012年5月3日  | 園田   | 1870m | オースミイチバン   | 牡3  | JRA  | 2:01.7 | 川島信二   | 荒川義之   | （株）オースミ           |
| 第14回 | 2013年5月2日  | 園田   | 1870m | コパノリッキー     | 牡3  | JRA  | 1:58.4 | 福永祐一   | 村山明     | 小林祥晃                 |
| 第15回 | 2014年5月6日  | 園田   | 1870m | エキマエ           | 牡3  | JRA  | 2:00.2 | 戸崎圭太   | 中川公成   | 古川智洋                 |
| 第16回 | 2015年5月6日  | 園田   | 1870m | クロスクリーガー   | 牡3  | JRA  | 2:00.4 | 岩田康誠   | 庄野靖志   | 辻高史                   |
| 第17回 | 2016年5月4日  | 園田   | 1870m | ケイティブレイブ   | 牡3  | JRA  | 2:00.2 | 川原正一   | 目野哲也   | 瀧本和義                 |
| 第18回 | 2017年5月4日  | 園田   | 1870m | タガノディグオ     | 牡3  | JRA  | 2:00.6 | 川島信二   | 宮徹       | 八木良司                 |
| 第19回 | 2018年5月3日  | 園田   | 1870m | テーオーエナジー   | 牡3  | JRA  | 2:00.0 | 岩田康誠   | 宮徹       | 小笹公也                 |
| 第20回 | 2019年5月2日  | 園田   | 1870m | クリソベリル       | 牡3  | JRA  | 1:57.3 | C.ルメール | 音無秀孝   | （有）キャロットファーム |
| 第21回 | 2020年5月6日  | 園田   | 1870m | バーナードループ   | 牡3  | JRA  | 2:01.7 | C.ルメール | 高木登     | （有）社台レースホース   |
| 第22回 | 2021年5月4日  | 園田   | 1870m | リプレーザ         | 牡3  | JRA  | 2:02.5 | 幸英明     | 大根田裕之 | 奥裕嗣                   |
| 第23回 | 2022年5月4日  | 園田   | 1870m | ブリッツファング   | 牡3  | JRA  | 2:01.4 | 池添謙一   | 大久保龍志 | 西森功                   |
| 第24回 | 2023年5月3日  | 園田   | 1870m | ミトノオー         | 牡3  | JRA  | 2:00.7 | 武豊       | 牧光二     | ロイヤルパーク           |
| 第25回 | 2024年4月29日 | 園田   | 1400m | エートラックス     | 牡3  | JRA  | 1:28.4 | J.モレイラ | 宮本博     | （有）サンデーレーシング |
| 第26回 | 2025年5月1日  | 園田   | 1400m | マテンロウコマンド | 牡3  | JRA  | 1:27.9 | 松山弘平   | 長谷川浩大 | 寺田千代乃               |